# Serrat del Pi (Santa Maria d'Oló)
El Serrat del Pi és una muntanya de 669 metres que es troba al municipi de Santa Maria d'Oló, a la comarca del Moianès.